# Museo della gipsoteca del castello normanno-svevo di Bari
Il museo della gipsoteca del castello normanno-svevo di Bari è un museo che raccoglie calchi in gesso, riproduzioni dei più celebri monumenti pugliesi di  epoca compresa tra il Medioevo e l'inizio del XX secolo. Il museo è ospitato presso il castello normanno-svevo di Bari.

## Storia
I gessi furono realizzati da Pasquale Duretti e Mario Sabatelli nel 1911, in occasione dell'esposizione nazionale tenutasi a Roma nel cinquantenario dell'Unità d'Italia, per allestire il padiglione regionale della Puglia.
La collezione comprende 130 calchi in gesso riproduzioni di capitelli, decorazioni scultoree, portali, archivolti dei più rappresentativi monumenti religiosi e civili di Puglia, con particolare attenzione al romanico e all'età normanno-sveva.
Tra i calchi più importanti si citano le riproduzioni della porta dei leoni, mensole, capitelli, la sfinge del portale maggiore e la cattedra dell'abate Elia della basilica di San Nicola, frammenti scultorei e mensole del finestrone absidale della cattedrale, lastre e capitelli dell'ambone e lunetta della concattedrale di Bitonto, frammenti del portale, capitelli della cripta e bassorilievo della porta della cattedrale di Trani, una lunetta dal portale della cattedrale di Altamura, mensole e capitelli di Castel del Monte, sedia episcopale del santuario di Monte Sant'Angelo e i resti dell'arco d'ingresso del perduto palazzo Federiciano di Foggia.
Al termine dell'esposizione di Roma nel dicembre 1911, i calchi furono riportati a Bari e conservati al museo archeologico provinciale. Nel 1949 i gessi furono trasferiti presso due sale al pian terreno del castello normanno-svevo dove si cominciò ad allestire la gipsoteca, di cui la Soprintendenza accettava la direzione e gestione della collezione mentre la provincia di Bari ne conservava la proprietà, che non fu inaugurata fino al 2011 per lavori di adeguamento impiantistico cominciati negli anni '60.
La gipsoteca poté finalmente riaprire solo nel 2011, a cento anni dalla realizzazione dei gessi, nelle sale del castello a cui se ne era aggiunta una terza. In tale occasione i calchi sono stati sottoposti ad un restauro e sono stati esposti con una logica di natura topografica, secondo la zona di provenienza.

## Descrizione
Il museo è attualmente in gestione alla direzione regionale musei Puglia dipendente dal Ministero per i beni e le attività culturali e per il turismo.
Al museo si accede a partire dal cortile centrale del castello, sotto lo scalone monumentale. Nella prima sala si trovano i calchi che riproducono opere di Bari e provincia, nella seconda quelli riguardanti il resto della Puglia. Nella seconda sala in particolare sono presenti materiali che illustrano i cambiamenti storico e sociali che hanno caratterizzato Bari a partire dall'epoca bizantina (VI sec. d.C.) fino alla fine del Regno delle Due Sicilie.
La sala Sveva invece offre un percorso multimediale che include alcuni filmati che ricostruiscono il clima culturale dell'esposizione del 1911, nonché una registrazione dell'inaugurazione dell'evento da parte del re Vittorio Emanuele II e della consorte Elena.